# Mimeusemia puciolia
Mimeusemia puciolia är en fjärilsart som beskrevs av Druce 1895. Mimeusemia puciolia ingår i släktet Mimeusemia och familjen nattflyn. Inga underarter finns listade i Catalogue of Life.